# 一部事務組合
一部事務組合（いちぶじむくみあい）とは、普通地方公共団体及び特別区が事務の一部を共同で処理することを目的として設置する地方公共団体で、地方自治法284条2項により設けられる。略称は一組（いちくみ）。一部事務組合のうち地方公営企業の事務を共同処理する一部事務組合は企業団という。一部事務組合の長は管理者または理事会、企業団の長は企業長である。
特別地方公共団体である地方公共団体の組合の一つであり、職員は地方公務員である。

## 概要
隣接する中・小規模な市町村が消防・塵芥処理・火葬場・上下水道等の運営を行なうために設けることが多く、小規模な町村や地方公共団体の区域を超えて近接する地区で一部事務組合によって小学校・中学校・高等学校を運営する事例（日本の組合立学校を参照）もある。公営競技（地方競馬・競輪・競艇）を主催するための団体、港湾管理者として設置している団体もある。
福岡県大牟田市と熊本県荒尾市が運営する大牟田・荒尾清掃施設組合や、東京都西多摩郡瑞穂町、福生市、羽村市、武蔵村山市、埼玉県入間市が運営する瑞穂斎場組合のように、県の枠を越えて一部事務組合を設けている事例もある（これらの両地方公共団体の境界は都県の境界で隣接している）。
名古屋港管理組合（愛知県および名古屋市で設置）、那覇港管理組合（沖縄県、那覇市および浦添市で設置）のように県と市とで設置するものもある。
なお、都道府県から権限を委譲された事務について一部事務組合は設けられないのが通例で、例えば、保健所政令市に指定された市と周辺市町村が「保健所組合市」になることはない（都道府県が保健所政令市の保健所へ事務委託をすることや都道府県と保健所政令市が共同で保健所を設置することはある）。
釧路公立大学は、釧路市と自治省（現：総務省）が協力して実現した国内最初の事務組合方式による大学であった（それ以前に短期大学で、新見女子短大の事例がある）。しかし公立大学法人制度ができて以降はその制度により設置することが一般的となっており、2025年現在組合立の大学は存在しない。
2000年（平成12年）の都区制度改革によって、それまで東京都清掃局が担ってきたごみの中間処理施設の運営と建設は、23特別区で組織する、東京二十三区清掃一部事務組合によって行われることとなった。

## 複合的一部事務組合
地方自治法285条により規定されている通常の一部事務組合の特殊例であり、1974年（昭和49年）の地方自治法の一部改正により新たに設けられたものである。これにより、複数の共同処理する事務が複数の市町村間で異なる場合でも1つの組合で処理することができるようになった。
例えば、従来はごみ処理をA市、B町で、消防をA市、B町、C村で処理する場合に2つの一部事務組合を設置し、別々の議会や管理者等の組織を設ける必要があったが、一つの複合的一部事務組合の設置によって効率的な運営が図ることができるようになった。なお2つの市町村及び特別区で構成されている一部事務組合は複合的一部事務組合にはなり得ないし、都道府県については除外されている。
また、議決には当該市町村の意向を反映させることができるように、議決の方法に特別の規定を設けることもでき、執行機関としての管理者等の代わりに理事会制を採ることもできる。

## 特例一部事務組合
地方自治法287条の2により、一部事務組合を構成団体としているもの並びに複合的一部事務組合及び理事会制を採っている以外の一部事務組合は、規約で定めるところにより、当該一部事務組合の議会を構成団体の議会をもって組織することとすることができるとしたもので、2012年（平成24年）の地方自治法の一部改正により新たに設けられたものである。これにより構成団体の議会が組合議会を代替できるようになった。

## 教育組合
地方教育行政の組織及び運営に関する法律施行令第11条以降に規定されており、地方教育行政の組織及び運営に関する法第23条に規定する教育委員会の事務の全部または一部を処理する地方公共団体の組合を教育組合という。教育組合では、規約の改正の許可を受けるために、総務大臣にあっては文部科学大臣、都道府県知事にあっては当該都道府県教育委員会の意見を聴かなければならない。同様に関係地方公共団体の議会においては、議決の前に当該関係地方公共団体の教育委員会の意見を聴かなければならない。ただし、学校の体育を除くスポーツ並びに文化財保護以外の文化に関すること、及び教育委員会の事務を全てを管理し、又は処理しないこととしているときはその限りではない。
また解散をするときは、総務大臣に届出をする場合にあっては文部科学大臣、都道府県知事に届出をする場合にあっては都道府県教育委員会にも届出をしなければならない。

## 消防組合
本来は市町村が単独で消防本部を設置しているが、単独で消防業務を行う事が困難な市町村や消防力の強化を目的に消防広域化をして複数の市町村が共同で消防業務を行うために設置している。

## 本件に関係する地方自治法の主要な条文
以下では、地方自治法の条数のみを記載する。
組合の種類及び設置（第284条）
都道府県の加入するものにあつては総務大臣、その他のものにあつては都道府県知事の許可を得て、一部事務組合を設けることができる（2項）。
設置の勧告等（285条の2）
都道府県知事は、公益上必要がある場合に、関係のある市町村及び特別区に対し、一部事務組合を設けるべきことを勧告することができる（1項）。
組織、事務及び規約の変更（第286条）
組織する地方公共団体の数を増減し若しくは共同処理する事務を変更し、又は一部事務組合の規約を変更しようとするときは、関係地方公共団体の協議によりこれを定め、都道府県の加入するものにあつては総務大臣、その他のものにあつては都道府県知事の許可を受けなければならない（1項）。
脱退による組織、事務及び規約の変更の特例（第286条の2）
構成団体は、その議会の議決を経て、脱退する日の二年前までに他の全ての構成団体に書面で予告をすることにより、一部事務組合から脱退することができる（1項）。
普通地方公共団体に関する規定の準用（第292条）
法律又はこれに基づく政令に特別の定めがあるものを除くほか、都道府県の加入するものは都道府県に関する規定、市及び特別区の加入するものは市に関する規定、その他は町村に関する規定が準用される。